# ژو بورجی
ژو بورجی (انگلیسی: Jost Bürgi; ۲۸ february ۱۵۵۲ – ۳۱ ژانویه ۱۶۳۲ (۷۹ ساله)) دانشمند در زمینه ریاضی‌دان اهل سوئیس بود. وی یک ساعت‌ساز سوئیسی، سازنده ابزارهای نجومی و ریاضی‌دان بود.
بورگی در سال ۱۵۵۲، لیختن اشتایگ، توگژانبورگ (ولکره)، در آن زمان، یک قلمرو تابع دیر سنت گال (در حال حاضر بخشی از کانتون سنت گالن، سوئیس) به دنیا آمد. در مورد زندگی یا تحصیلات او قبل از استخدام به عنوان ستاره‌شناس و ساعت‌ساز در دربار ویلیام چهارم در کاسل در سال ۱۵۷۹ اطلاعات زیادی در دست نیست. این نظریه وجود دارد که او دانش ریاضی خود را در استراسبورگ، در میان دیگران، از ریاضیدان سوئیسی کنراد داسیپودیوس به دست آورد، اما هیچ واقعیتی برای تأیید این موضوع وجود ندارد.

## ساعت‌سازی
مستندی نیست که او مهارت‌های ساعت‌سازی خود را از کجا آموخت، اما در نهایت او به نوآورترین ساعت و ساز علمی زمان خود تبدیل شد. از جمله اختراعات مهم ساعت‌شناسی او می‌توان به فرار ضربدری و ریمونتوار اشاره کرد، دو مکانیسمی که دقت ساعت‌های مکانیکی آن زمان را با درجه‌های بزرگی بهبود بخشیدند. این برای اولین بار امکان استفاده از ساعت‌ها را به عنوان ابزار علمی، با دقت کافی برای زمان گذراندن ستارگان (و سایر اجرام آسمانی) در تلاقی تلسکوپ‌ها برای شروع دقیق ترسیم موقعیت‌های ستاره‌ها فراهم کرد.

## ریاضیات
بورگی از طریق روشی متمایز از روش نپر، جدولی از پیشرفت‌ها را ساخت که امروزه به عنوان پاد لگاریتمی شناخته می‌شود. جان نپر کشف خود را در سال ۱۶۱۴ منتشر کرد و تا زمانی که بورگی به دستور یوهانس کپلر منتشر شد، این نشریه به‌طور گسترده در اروپا منتشر شد. بورگی ممکن است جدول پیشرفت خود را در حدود سال ۱۶۰۰ ساخته باشد، اما کار بورگی مبنای نظری لگاریتم نیست، اگرچه جدول او همان هدفی را انجام می‌دهد که جدول ناپیر انجام می‌دهد. یک منبع ادعا می‌کند که بورگی مفهوم روشنی از یک تابع لگاریتمی ایجاد نکرده است و بنابراین نمی‌توان او را به عنوان مخترع لگاریتم در نظر گرفت. روش بورگی با روش ناپیر متفاوت است و به وضوح به‌طور مستقل ابداع شد. کپلر در مقدمه جداول رودلفین خود (۱۶۲۷) در مورد لگاریتم‌های بورگی نوشت: "... به عنوان کمکی برای محاسبه، یوستوس بیرگیوس سال‌ها قبل از ظهور سیستم ناپیر به این لگاریتم‌ها هدایت شد؛ اما در عوض مردی کسل کننده و بسیار بی ارتباط بود. از تربیت فرزندش برای منافع عمومی، در بدو تولد آن را ترک کرد».